# Liste von Jazzfestivals im Vereinigten Königreich
Dies ist eine Liste von Jazzfestivals im Vereinigten Königreich

## Sortierbare Liste
In die sortierbare Liste sind Jazzfestivals im Vereinigten Königreich aufgenommen, die bis dato regelmäßig stattfinden. Nicht in die Liste aufgenommen sind ehemalige Jazzfestivals und lokale Veranstaltungen.
| Festival                                 | seit   | Landesteil / Verwaltungsregion | Ort                 | Monat             | Nachweis |
| ---------------------------------------- | ------ | ------------------------------ | ------------------- | ----------------- | -------- |
| Cheltenham Jazz Festival                 | 1996   | South West England             | Cheltenham          | April/Mai         |          |
| City of Derry Jazz and Big Band Festival | 2009   | Nordirland                     | Derry               | Mai               |          |
| Glasgow International Jazz Festival      | 1989   | Schottland                     | Glasgow             | Juni              |          |
| Jazz Leeds Festival                      |        | West Yorkshire                 | Leeds               | Juli              |          |
| Manchester Jazz Festival                 | 1996   | North West England             | Greater Manchester  | Juli              |          |
| Edinburgh Jazz & Blues Festival          |        | Schottland                     | Edinburgh           | Juli              |          |
| Brecon Jazz Festival                     | 1984   | Wales                          | Brecon              | August            |          |
| Drayton Court Jazz Festival              | 2016   | London                         | Ealing (London)     | August            |          |
| Iford Arts Festival                      | 1980er | Wiltshire                      | Iford Manor         | August            |          |
| Out of the Ordinary Festival             | 2007   | Sussex                         | Hailsham            | September         |          |
| Callander Jazz and Blues Festival        | 2006   | Schottland                     | Callander           | September/Oktober |          |
| Huddersfield Contemporary Music Festival | 2005   | West Yorkshire                 | Huddersfield        | November          |          |
| London Jazz Festival                     | 1970er | England                        | London              | November          |          |
| Whitley Bay International Jazz Festival  | 1990   | Tyne and Wear                  | Newcastle upon Tyne | November          |          |

## Liste
- Bracknell Jazz Festival
- Brecon Jazz Festival
- Callander Jazz and Blues Festival
- Cheltenham Jazz Festival
- City of Derry Jazz and Big Band Festival
- Glasgow International Jazz Festival
- Huddersfield Contemporary Music Festival
- Iford Arts Festival
- Isle of Wight International Jazz Festival
- London Jazz Festival
- Manchester Jazz Festival
- National Jazz and Blues Festival
- Out of the Ordinary Festival
- Whitley Bay International Jazz Festival